# Jussi Veikkanen
Jussi Veikkanen (ur. 29 marca 1981 w Riihimäki) – fiński kolarz szosowy, zawodnik profesjonalnej grupy UCI ProTeams FDJ. 

## Najważniejsze osiągnięcia
- 2003
  -  1. miejsce w mistrzostwach Finlandii (start wspólny)
- 2005
  -  1. miejsce w mistrzostwach Finlandii (start wspólny)
- 2006
  -  1. miejsce w mistrzostwach Finlandii (start wspólny)
  - 1. miejsce w La Tropicale Amissa Bongo
    - 1. miejsce na 1. etapie

  - 1. miejsce na 2. etapie Tour du Poitou-Charentes
- 2008
  - 1. miejsce na 4. etapie Route du Sud
  -  1. miejsce w mistrzostwach Finlandii (start wspólny)
  - 1. miejsce na 6. etapie Deutschland Tour
- 2009
  - 3. miejsce w Tour du Haut Var
- 2010
  -  1. miejsce w mistrzostwach Finlandii (start wspólny)
  - 1. miejsce na 2. etapie Tour Méditerranéen
- 2013
  -  1. miejsce w mistrzostwach Finlandii (start wspólny)
  - 10. miejsce w Tour Down Under
- 2014
  -  1. miejsce w mistrzostwach Finlandii (start wspólny)